# Колоризм
Колори́зм (англ. colorism) — дискримінація щодо осіб з темним відтінком шкіри, як правило, серед людей однієї етнічної чи расової групи. Як правило, люди із світлішою шкірою мають істотні привілеї, які, як і раніше недосяжні для людей з темною шкірою. Колоризм поширений в Південній Азії, Африці, Китаї, США та Латинській Америці.

## Походження
Перші прояви дискримінації людей з темнішим відтінком шкіри зафіксовані в стародавні часи, коли в азійських країнах (Індія, Китай, Корея, Японія, Малайзія, Філіппіни та інші) світла шкіра асоціювалася зі шляхетним походженням. У той час робочі селяни цілими днями працювали на вулиці під сонцем, а знати мала можливість ховатися від сонця, від чого їх шкіра мала помітно світліший відтінок, ніж у селян. Світла шкіра асоціювалася з жіночою красою, тому, наприклад, в Китаї, Кореї та Японії знатні жінки рясно покривали обличчя білою пудрою. Сьогодні в країнах Азії упередження щодо смаглявої шкіри, як і раніше сильні й підживлюються західними уявленнями про ідеали краси.
Коріння західного колоризму йдуть до періоду колонізації, коли панувала ідея расової переваги білих. Темна шкіра асоціювалася з ірраціональністю, дикістю, неповноцінністю і потворністю, а європейська зовнішність (біла шкіра, пряме й світле волосся, світлі очі) навпроти, характеризувалася благородством, красою, перевагою. Ці контрастні визначення і є основою колоризму. Дискримінація за кольором шкіри вперше з'явилася в США серед латино- й афроамериканців ще до Громадянської війни в США, за часів колонізації та рабовласництва. Білі рабовласники давали рабам зі світлішою шкірою (часом вони були незаконнонародженими дітьми рабовласників і їх рабів) великі привілеї, такі як: робота по дому, а не в полі, можливість вчитися, читати й навіть (за рідкісним винятком) звільнення від рабства. Після скасування рабства в залежності від відтінку шкіри тривав поділ людей на привілейовані й непривілейовані групи.
Існує версія, що колоризм з'явився задовго до колонізації. У документальному фільмі «Шейдізм [Архівовано 20 березня 2017 у Wayback Machine.]» (англ. Shade — тінь) одна з героїнь, молода жінка c острова Шрі-Ланка пояснює, що колоризм з'явився в Індії. У давньоіндійському епосі Рамаяна є сцена, в якій зображений поєдинок між благородним світлошкірим королем з Півночі й темношкірим королем з Півдня, що асоціюється зі злими силами.
Термін «колоризм» — упереджене звернення до людей однієї раси, засноване виключно на кольорі їхньої шкіри — з'явився завдяки афроамериканської письменниці та громадському діячеві Еліс Уокер, яка вперше використовувала його у своєму есе, опублікованому в 1983 році в книзі «У пошуках садів, матерями насаджених: Проза жінки». Вона визначила колоризм як зло, хвороба, яку потрібно зупинити та дати можливість афроамериканцям жити й розвиватися поза забобонів.

## Колоризм в сучасному світі
Колоризм проявляється в різних сферах життя: роботодавці воліють темношкірим претендентам світлошкірих незалежно від їх кваліфікації У масовій культурі більшість складають актори, музиканти, коміки зі світлою шкірою, в Боллівуді віддають перевагу акторкам зі світлішою шкірою, а людям з темною шкірою дістаються найменш цікаві ролі, і їх заробітна плата значно нижче. У модельному бізнесі темношкірі дівчата — все ще виняток з правил. Людям зі світлою шкірою простіше отримати якісну освіту, зняти, придбати житло в гарному районі, жінки зі світлішим відтінком шкіри з більшою ймовірністю вступають в шлюб з людьми вищого соціального статусу, ніж темношкірі жінки тієї ж етнічної групи. У 2013 році Ланс Хеннон, Роберт ДеФіна і Сара Бруч провели дослідження [Архівовано 2 листопада 2017 у Wayback Machine.], в ході якого з'ясували, що студентки з темнішою шкірою в три рази більше схильні до виключення зі школи. Про те, наскільки глобальна проблема колоризму, говорить зростальна популярність косметичних засобів, що надають шкірі світлішого відтінку, в Африці, Азії й США, а також стрімкий розвиток пластичної хірургії.

### Індія
| |  |
| Зліва індійська дівчина із середнім відтінком шкіри за мірками населення, справа Анушка Шарма, чий відтінок шкіри типовий для боллівудських акторок |  |

Індія є яскравим прикладом того, як в суспільстві, з великою різноманітністю відтінків шкіри, від білого до майже чорного, панують ідеї колоризму, зокрема асоційовані світлої шкіри з владою, багатством, успіхом і красою. Це проявляється навіть у релігійному мистецтві, де, наприклад, Шива, Крішна і Рама ніколи не зображуються зі смаглявою шкірою, а завжди з блакитною або білою шкірою.
Зміцнили ідею колоризму історична асоціація світлої шкіри зі шляхетним походженням через те, що дворяни мали можливість ховатися від сонця, а також британський колоніальний період, коли англійські колоністи більшою мірою принижували смаглявих індійців і вважали за краще брати на роботу більше світлошкірих. Період правління Британією ще глибше вкорінив упередження, пов'язані з кольором шкіри, які й до цього дня сильні в суспільстві. В Індії великою популярністю користуються креми, що надають шкірі світлішого відтінку. Від колоризму найбільше страждають жінки, у яких світлий колір шкіри асоціюється з красою. В Індії донині поширені випадки, коли жінкам відмовляють у працевлаштуванні через їх занадто темний відтінок шкіри. В країні існують правозахисні жіночі організації, що допомагають таким жінкам. Для реклами використовуються світлошкірі моделі, в середовищі акторів також віддають перевагу світлошкірим, в результаті зовнішність акторів в більшості боллівудських фільмів не відповідає зовнішності середньостатистичних індійців. При цьому для чоловіків відбір за зовнішніми ознаками не так важливий, як для жінок. З цієї ж причини дівчина, що володіє недостатньо світлим відтінком шкіри, має майже нульові шанси в Індії на просування в акторській кар'єрі. Проте невеликій кількості з таких жінок вдається пробитися в індустрію кіно, наприклад, Нандіті Тас. Актриса стала активісткою за права темношкірих жінок після неприємного випадку, коли їй відмовили в ролі благородної жінки через «неправильний» колір шкіри. Нандита пізніше стала режисером і намагається запрошувати на ролі жінок з різними відтінками шкіри. Фрейда Пінто — одна з найвідоміших актрис індійського походження, знімається в закордонних фільмах. Проте, Фрейда мало відома всередині Індії, а Боллівуд не зацікавлений в тому, щоб брати актрису на роль в індійських кіно через надмірно смаглявого відтінку її шкіри, оскільки через це вона не вписується в рамки стереотипного образу героїні боллівудського кіно . З колоризмом також бореться Сабаясачі Мукхерджі, єдиний в країні індійський модельєр, що запрошує моделей з будь-якими відтінками шкіри.

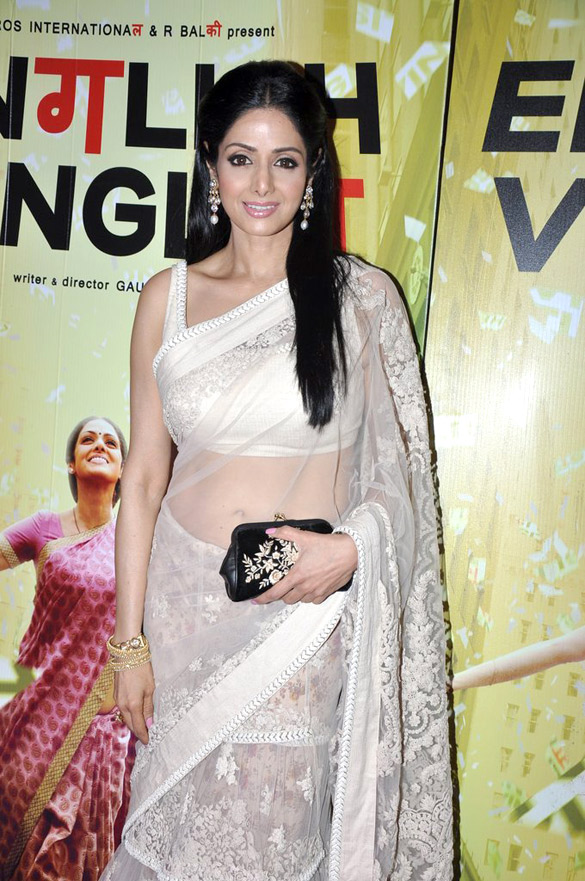
Індійська актриса Шрідеві.

Відома індійський блогер Майюра Айер в інтерв'ю The Huffington Post розповіла про те, як особисто стикалася з проявами колоризму в індійському суспільстві, зокрема, вона розповіла, що в дитинстві, мала світлішу шкіру в порівнянні з тими, що оточують, і постійно чула хвалебні коментарі та поради уникати прогулянок на вулиці. Коли Маюри дорослішала і її шкіра потемніла, компліменти змінилися докорами, мікроагресією, порадами, як відбілити шкіру, і порадами від незнайомих вкривати стегна і ноги одягом, щоб шкіра не засмагла. З цієї причини у Маюри виробився сильний комплекс неповноцінності, який підтримувався численною рекламою з відбілюванням шкіри. Редакція журналу помітила, що, наприклад, Ніна Давалурі, міс Америка 2014 року індійського походження, зі своїм кольором шкіри не мала б жодного шансу стати міс Індією.
Колоризм також зачіпає і сім'ї. Багато пар мріють мати світлу дитину, часто новонароджених порівнюють з їх старшими сестрами чи братами. Народна медицина пропонує вагітній жінці дотримуватися певної дієти, щоб нібито народити світлішу дитину. Бажання мати світлих дітей стає джерелом доходів для шарлатанів, які гарантують появу світлошкірої дитини після курсу «спеціальних сеансів». Дослідження 2012 року показали, що пари, які звертаються до послуг сурогатних матерів, частіше зупиняють вибір на світлошкірих жінок, припускаючи, що це вплине і на колір шкіри дитини.

### Далекий Схід
Ідеї колоризму сильні в країнах Далекого сходу існують там споконвіку, оскільки біла шкіра асоціювалася з благородством, і сьогодні, під впливом сучасних медіа, підживлюються західними уявленнями про ідеали краси. Багато традиційних східних казок наділяють блідношкірих персонажів красою, владою або божественністю.
Наприклад, в Японії через те, що робітники й селяни, працюючи на вулиці, отримували стійку засмагу, а також корінні й нині вимерлі гірські народи володіли темнішим відтінком шкіри, темна шкіра стала асоціюватися з примітивністю і бідністю. Біла шкіра асоціювалася з жіночою красою насамперед. Жінка, що володіє фізичними вадами, але з білою шкірою і без родимок, вважалася більш красивою, ніж будь-яка смаглява жінка. В Японії донині популярна приказка «людині з білою шкірою прощають сім інших дефектів». В японському живопису люди, особливо жінки, як правило, зображуються з абсолютно білою шкірою. Вже з XII століття придворні дами наносили на обличчя велика кількість білої пудри, щоб надати своєму обличчю сніжну білизну, такий стандарт краси існував аж до XIX століття. У Кореї, починаючи з епохи Кочосон, білий, мармуровий колір шкіри вважався ідеалом для жінки.
У сучасній Японії світла шкіра досі асоціюється з красою, високим розумом і впливає на можливість жінки вдало одружитися. У країні, як і раніше, існує традиція оміаї, в рамках якої потенційні чоловік і дружина знайомляться один з одним, щоб вирішити, чи варто їм жити разом. У країні як і раніше трапляються історії, коли партнер відмовлявся від можливого шлюбу через занадто темний колір шкіри іншого партнера, найчастіше жінки. Після 2000 років в Японії велику популярність набрала субкультура гангуро, яка протестує проти білизни, як еталону краси. Її представники висунули для себе альтернативний ідеал краси, що прийшов з сучасної культури США, точніше Каліфорнії, а саме «блондинки із засмагою», в результаті гангуро прагнуть мати засмагу від мідного до карого, а також фарбують своє волосся в білий колір.
Ідеї колоризму також сильні в Китаї й Кореї, де світла шкіра залишається ознакою шляхетного походження, влади та здоров'я, а світлошкірі азійці стикаються із захопленням, багато людей, найчастіше жінки, спеціально закриваються від сонця парасольками або масками, щоб не засмагнути. Більш смагляві азійці стикаються з мікроагресією або стають жертвами цькування в школі. 4 з 10 жінок Гонконгу, Малайзії, Філіппін і Південної Кореї використовують періодично відбілювальні креми, в той час, як загоряння на пляжі залишається вкрай непопулярною практикою.
У Малайзії сучасний колоризм утворився багато в чому під впливом західного уявлення про перевагу білих і полягає в тому, що євразійська зовнішність, або «паназійська» (змішаного європейсько-малайзійського походження), асоціюється з красою. У результаті покручі стають моделями для реклами або акторами.

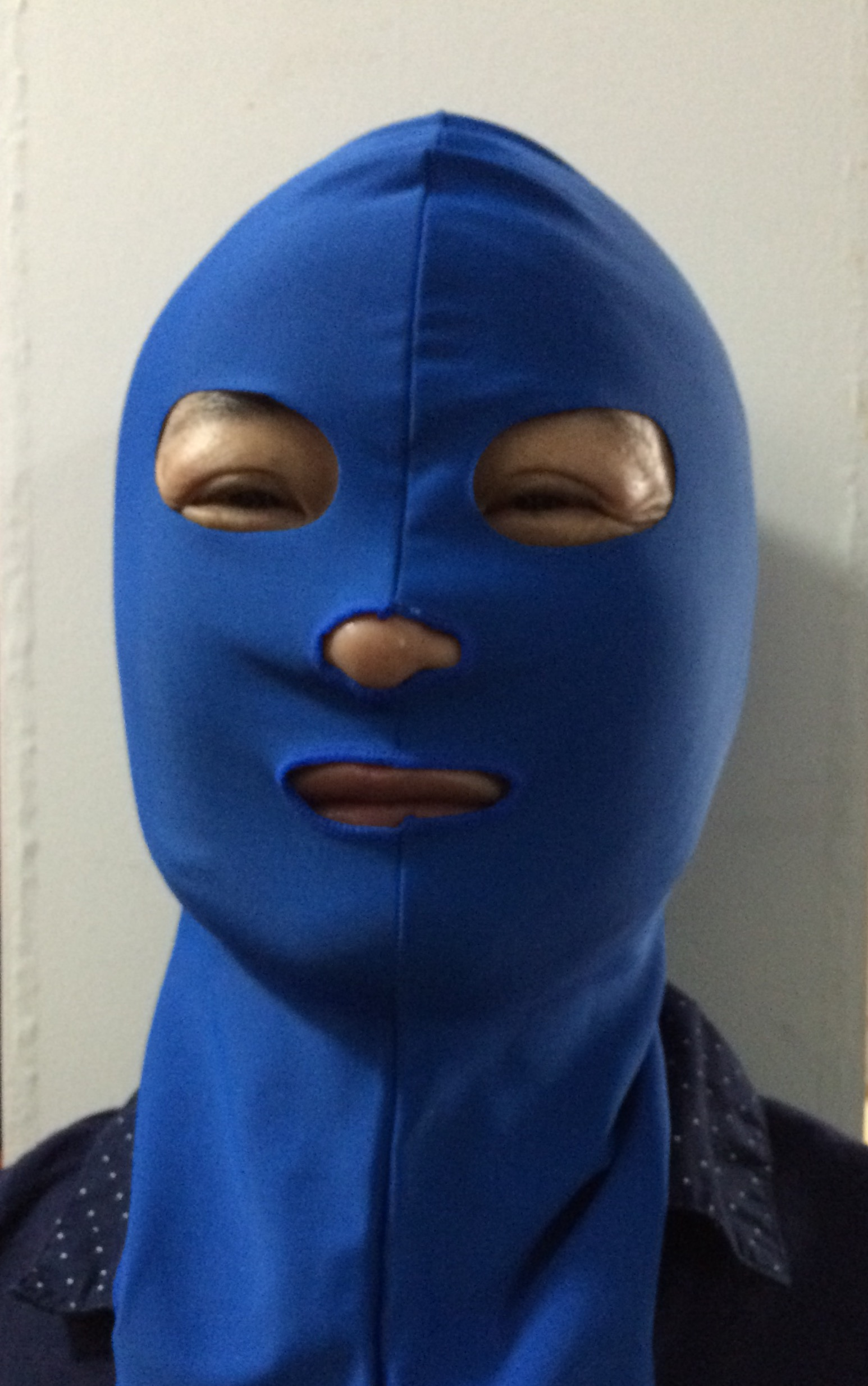
Жінки Китаю на пляжах носять спеціальні маски — «фейскіні», щоб уникнути засмаги
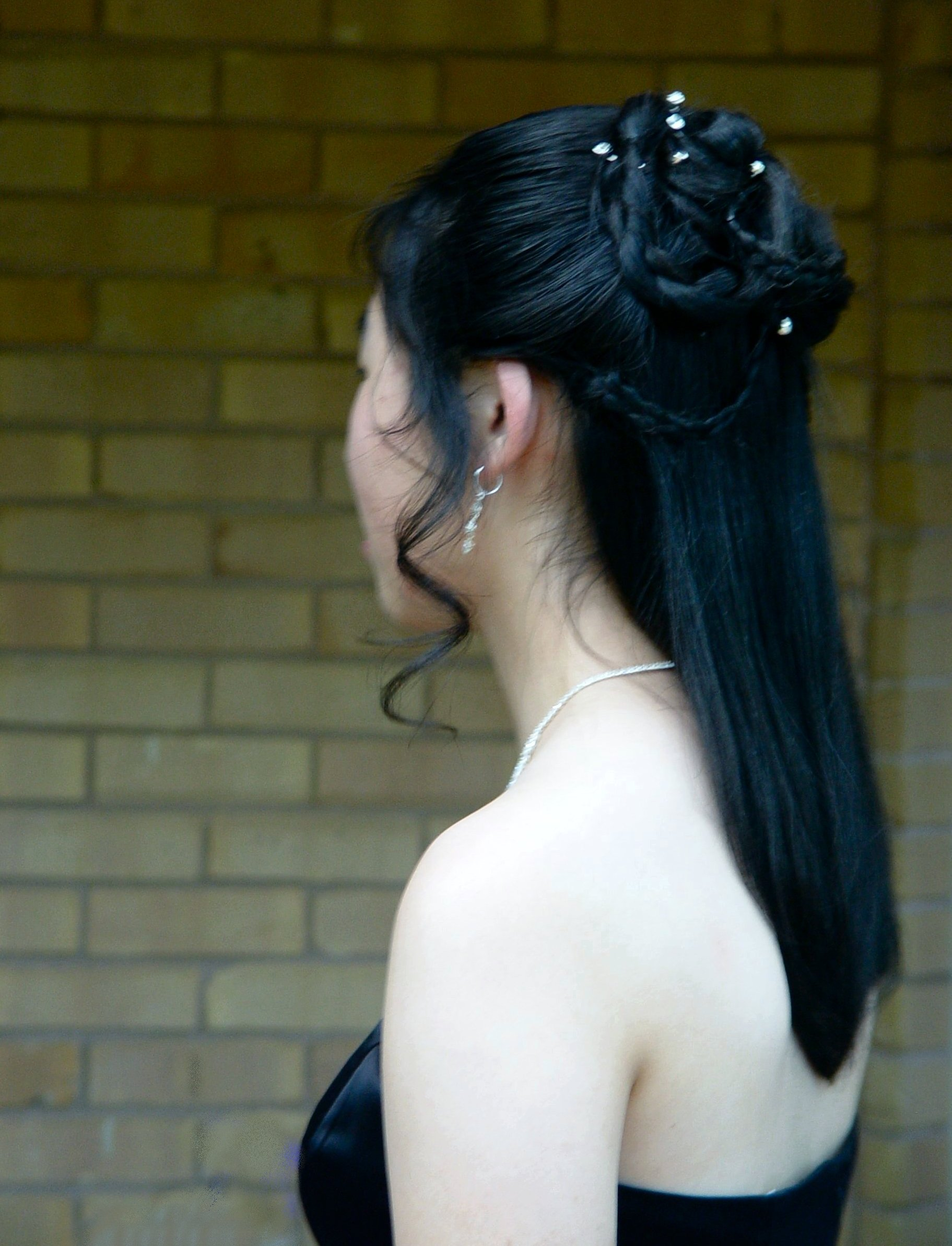
Жінка-японка, яка використовує відбілювальну косметику для шкіри
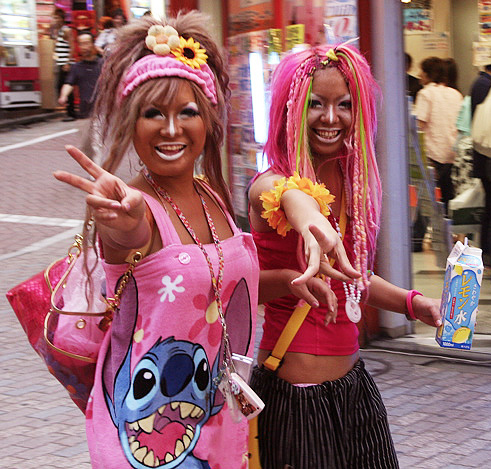
Гангуро — субкультура, яка відкидає білизну, як загальноприйнятий ідеал краси, вони намагаються «скасувати» свою шкіру

### Північна Африка і Близький Схід
Сучасні араби та інші близькосхідні, бедуїнські народи зважаючи на широкий ареал розселення відрізняються своєю великою культурною і зовнішньою різноманітністю. Самі араби також відрізняються великою расовою різноманітністю від відносно світлошкірих тунісців, алжирців, до смаглявих сомалійців і єменців. Сучасний колоризм в арабів закріпився ще з давніх часів, коли араби використовували чорношкірих, як рабів, багато з них асимілювалися та прийняли арабську культуру, релігію і мову, проте інші араби їх по колишньому називають зневажливим словом «абд», що означає «раб» і відносяться, як до неповноцінних людей. Рабство темношкірих (африканців, єменців, сомалійців і т. д.) донині процвітає в таких багатих арабських країнах, як ОАЕ.
При цьому через те, що світлошкірі араби вважають темношкірих арабів, як правило сомалійців або єменців несправжніми представниками своєї нації, а асимільованими нащадками рабів, дане питання обговорюється не тільки як явище колоризму, а також як повноцінний расизм.  При цьому жодна з сучасних арабських держав не робить спроб боротьби з рабством і дискримінацією за кольором шкіри, вважаючи за краще концентруватися на проблемі тероризму або виправдовуючись захистом традиційних цінностей. Аналогічно обговорення проблем колоризму і расизму арабів проти чорношкірих залишається, як і раніше табуйованою в арабському суспільстві, яке вважає за краще розглядати себе, як жертву расизму та ісламофобії з боку західного світу й ізраїльтян. Серед 22 сучасних арабських країн, 8 з них є країнами з переважливим чорношкірим населенням. Якщо араб з вираженою «нубійською або ефіопською» зовнішністю виявиться серед інших більш світлошкірих арабів, він почне зіштовхуватися з постійними труднощами в спілкуванні, працевлаштуванні, навколишні люди будуть постійно сумніватися або оскаржувати його приналежність до арабів, така людина не залежно від статі й віку може навіть стати жертвою невмотивованої агресії або знущання на вулиці, а на його захист, як правило, ніхто не встане. Парадоксальна ситуація складається, наприклад чорношкірими єменськими громадами, які не дивлячись на свій колір шкіри, продовжують його асоціювати з бідністю і рабством, єменець піддає стигматизації й приниженню тих, хто навіть має трохи більше смагляву шкіру, ніж він сам. Серед неодружених жінок великою популярністю користуються відбілювальні засоби, оскільки жіноча краса асоціюється з білизною шкіри, цю формулу підтримує і місцева реклама. Особливо ретельно освітлюють собі шкіру дівчини перед весіллям . Занадто темний колір шкіри дівчини є частою причиною відмови від проведення весілля з боку батьків нареченого.
Сильні ідеї арабського колоризму певною мірою вганяють країни з переважними темношкірими арабами в ізоляцію, які одночасно прагнуть знайти нову ідентичність, яка відрізняється від арабської. Проте з точки зору корінних африканців такі люди як і раніше залишаються «чужими їм» арабами. З аналогічною проблемою чорношкірі араби стикаються і в Європі або США, яких інша арабська діаспора визнає чужими, як і негритянська.
Окремо складається ситуація серед різних єврейських груп всередині Ізраїлю. Базова ідея сіоністського руху передбачає об'єднання різних єврейських груп в єдину націю Ізраїлю. Однак ситуація ускладнюється тим, що різні групи євреїв формувалися в ізоляції один від одного протягом майже двох тисяч років, що призвело до колосальної різниці між цими групами не тільки в питанні культури й мови, а й расової приналежності. В сучасну єврейську націю входять ашкеназі, вони ж «білі євреї» — вихідці з колишніх країн СРСР і меншою мірою Німеччини з Францією (нащадки єврейських мігрантів до голокосту), «близькосхідні євреї», сефарди — вихідці з Іспанії, Греції та Туреччини, мізрахіми  — вихідці з арабських і мусульманських країн і нарешті ефіопські євреї, або ж «чорні євреї». Попри уявне утворення єдиної нації, між цими групами миттєво утворилася соціальна ієрархія за ознакою колоризму. Ашкеназі, а конкретно нащадки «мігрантів першого покоління» із західної Європи стали найбагатшою і привілейованою групою, що становить значну частку керівного класу.  Навпаки, ефіопські євреї стали наймаргінальнішою групою з навіть більш уразливим становищем, ніж палестинські араби. З одного боку ашкеназі відчувають перевагу над іншими євреями, а з іншого боку сефарди й мізрахіми вважають себе істинними євреями та постійно ставлять під сумнів приналежність ашкеназі до єврейської нації, вважаючи їх надто білими, європеїзованими. В Ізраїлі колір шкіри прирівнюється і до соціального статусу, людина зі світлою шкірою вважається вихідцем з гарної сім'ї та з освітою, чорна шкіра прирівнюється до бідності та нестабільності, чорношкірий єврей має багаторазові шанси стати жертвою жорстокості поліції.

### Європа і США

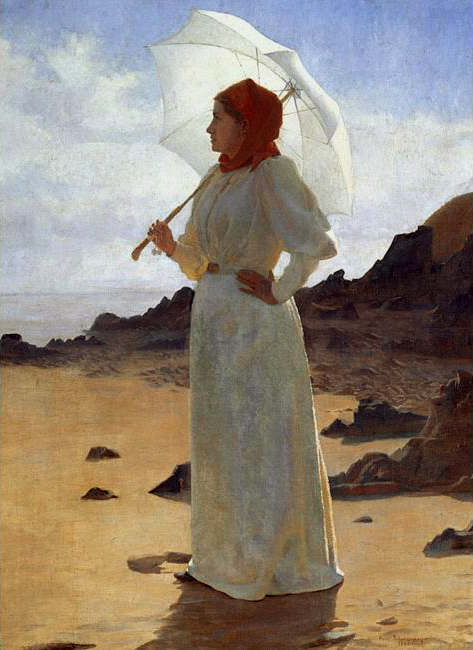
У XIX столітті, в Європі, білосніжна шкіра вважалася невід'ємною частиною жіночої краси і благородного статусу; знатні жінки всіляко захищалися від сонця.

Історично, колоризм в Європі й серед білого населення в Америці, висловлювався в традиційних ідеалах жіночої краси, які вимагали від жінки мати бліду шкіру, як ознаку шляхетного походження. Аж до першої половини XX століття, жінки середнього класу і дворянки використовували найрізноманітніші способи, щоб відбілити шкіру. У прагненні надати шкірі неприродно блідий відтінок, жінки вдавалися до використання небезпечних речовин, які могли залишати хімічні опіки на шкірі або навіть стати причиною раку або смерті. У XIX столітті засмага сприймалася, як «ворог жіночої краси», тому жінки всіляко намагалися уникати прямого контакту з сонячним світлом, одягаючи широкі шапки або носячи парасольку від сонця.  До 1970-х років, в Європі і США, більшість відбілювальних засобів були заборонені через вміст в них шкідливих для шкіри речовин.
Сьогодні колоризм проявляється в Європі, якщо мова йде про мігрантів неєвропейського походження, які мають різноманітні відтінки шкіри, зокрема дослідження, що проводяться в Британії, Швеції та Італії показали, що люди схильні шукати зв'язок між відтінком шкіри іноземців та їх злочинністю. Крім цього, було помічено, що судова система в ряді західноєвропейських країнах обходиться більш суворо з мігрантами, особливо якщо вони темношкірі. Крім цього, дослідження показали, що труднощі знайти роботу в Європі й США пов'язана з відтінком шкіри, чим він темніше, тим менше потенційний роботодавець довіряє людині.
Колоризм в США безпосередньо пов'язаний ідеями про білому перевагу, де в північній америці, історично небілі народи; африканці і індійці розглядалися, як неповноцінні люди, проте люди змішаного, частково білого походження з одного боку, як і раніше розглядалися, як «люди кольору», проте вважалися «більш розумними» і вже мали більше шансів стати повноцінним членом суспільства і знайти пристойну роботу. Колоністи сформували ідею того, що чим людина ближче до білої раси, тим він більш досконалий. Білі рабовласники давали мулатам легшу роботу прибиральниками, слугами і кухарями. Чистокровні негри-раби ж працювали на плантаціях і інший найбруднішою / важкій роботі . Згодом колоністи почали використовувати «тест коричневої папери»; якщо колір шкіри раба був світліше кольору паперу, йому дозволялося працювати в будинку. Тест з коричневої папером використовувався не тільки білими колоністами, а й іншими чорними, що використовують рабську силу. Також був популярний тест на двері, згідно з яким якщо колір шкіри був темніше кольору двері, то людині не дозволялося входити через двері. Подібні тести застосовувалися і в деяких афро-американських клубах і церквах, щоб не допускати «занадто чорних» відвідувачів. . Практика не допускати занадто чорних членів в будь-яке співтовариство, широко застосовувалася в коледжах і університетах з чорним більшістю.
Попри посилену боротьбу з расовою дискримінацією в США, афроамериканці, що володіють світлішим відтінком шкіри й досі мають більше можливостей проявити себе в медіаіндустрії. До цього дня переважна кількість відомих афроамериканських музикантів і акторів, особливо жінок — мають «світлий», мідний відтінок шкіри та європеоїдні риси обличчя, а надто темні актриси з вираженими негроїдними рисами зустрічаються з осудами та звинуваченнями в «потворності» з боку суспільства, в тому числі й афроамериканського. Більш світлошкірі афроамериканці рідше стикаються вуличним насильством, жорстокістю поліції, притягуються до кримінальної відповідальності й отримують менший термін перебування у в'язниці. Дослідження показують, що більш світлошкірі афро-американські жінки мають вищу зарплату і велику задоволеність роботою, ніж жінки з більш смаглявою шкірою. Більшість афроамериканців і раніше асоціюють світлішу шкіру з красою, особливо діти, а при пошуку партнерів, вони прагнуть знайти собі більш світлошкірого партнера. Для чорного чоловіка мати білу або принаймні більш світлошкіру жінку є ознакою статусу, з цієї причини особливо темношкірі жінки натрапляють на труднощі в пошуку партнера всередині своєї громади.

### Латинська Америка

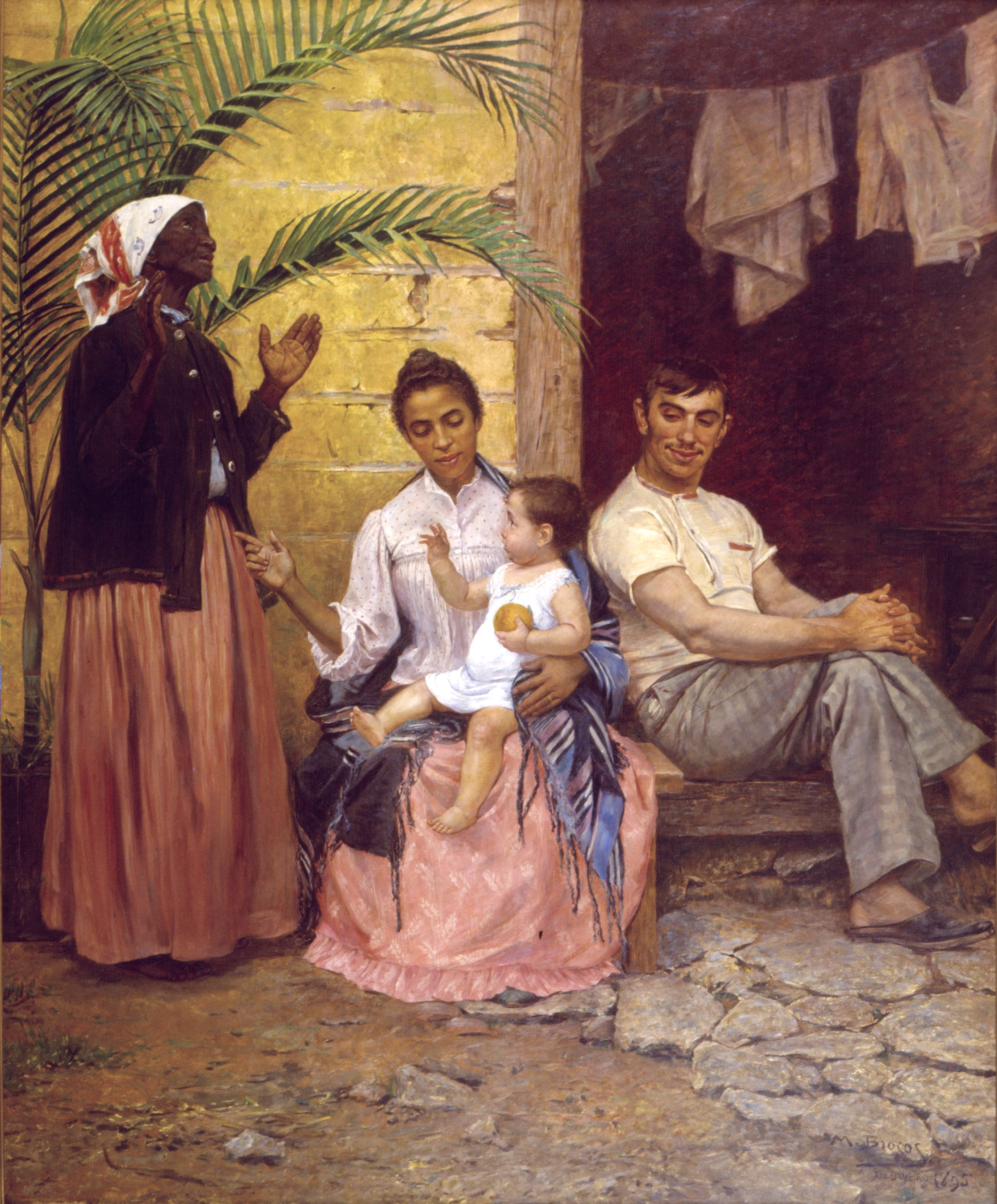
, Модесто Брокос. Картина демонструє мультирасову сім'ю Бразилії. Негритянка-мати дякує Богу за те, що дочка-мулатка народила білу дитину

Своєрідний прояв колоризму існував ще в доколумбових індіанських цивілізаціях на подобі того, як вона його в країнах Азії. Світліший відтінок шкіри асоціювався зі шляхетним походженням через непотрібність знаті працювати під сонцем. Хоча темно-мідний відтінок шкіри є природним для центральноамериканських індіанців, «жовтий» колір шкіри вважався ідеалом жіночої краси. Так, наприклад ацтекські жінки із заможних і шляхетських родин «висвітлювали» свою шкіру жовтою фарбою.
Сучасний колоризм в країнах центральної та південної Америки сформувався схожим чином, як в США або Африці, на тлі колоніальної політики західних держав, які просували перевагу білої раси над іншими; білі чоловіки-рабовласники завозили чорних рабів для важких робіт на плантаціях або примушували до робіт місцеве індіанське населення. Від союзу білих чоловіків і негритянок/індіанок народжувалися діти-напівкровки, які отримували безліч привілеїв: свобода, можливість володіти майном, землею та освіту. Проте такими ж правами, як у білих, мулати та метиси не мали. Згодом, в процесі подальшої метисації населення, мають світлішу шкіру і європейська зовнішність давали людині привілеї, вищий соціальний статус і можливість самореалізуватися. Сьогодні, попри те, що населення центральної й південної Америки складається з метисів і мулатів, їхня сучасна культура, що розвивається століттями в умовах переваги білих і неповноцінності чорних привела до того, що світліша шкіра асоціюється з владою, успіхом і привабливістю. Мулати схильні презирливо ставитися до чорношкірого населення. Яскравим прикладом відносин до шкіри й раси можна назвати Домініканську республіку, чиє населення складається переважно з мулатів. Домініканці схильні дивитися на сусідів-гаїтян (нащадків чорних рабів, що не зазнали метизації) як на неповноцінних і диких людей. Гаїтяни в Домінікані стикаються з ксенофобськими настроями. При цьому безліч домініканців самі можуть мати переважно чорне коріння, але заради вищого соціального статусу, зараховують себе до мулатів. Деякі дослідження показують зв'язок з кольором шкіри домініканця і його рівнем доходів. Стандарти краси, які проявляються в рекламі й кіно, просувають ідеал краси світлошкірого мулата, майже білого з прямим волоссям і вузьким носом. Одночасно такі африканські риси, як кучеряве волосся, широкий ніс протиставляються ідеалам краси. У тому ж Гаїті, а також інших країнах, де населення «занадто чорне», щоб зараховувати себе до мулатів, наприклад, в Ямайці, серед людей також сильна ідея, що світла шкіра є ознакою краси й успіху, це змушує багатьох людей використовувати відбілювальні крему, а більш світлошкірі мають більше шансів знайти бажану роботу.
Бразилія є країною з найбільш чорношкірим населенням у світі за межами Африки, проте мулати більш соціально мобільні, ніж чорношкірі. Серед еліти та політиків абсолютно переважають люди білого або переважно білого походження. Відтінок шкіри безпосередньо пов'язаний з нерівністю в області охорони здоров'я, освіти й доходів. Недавнє дослідження навіть виявляє, що колір шкіри є сильнішим маркером соціальної нерівності в Бразилії, ніж зарахування себе до певної раси (за результатами перепису населення). Таким чином расизм і колоризм всередині країни — це різні явища і друге несе більше наслідків для людини. Попри те, що чорне населення і мулати з переважними африканським корінням становлять понад 50 відсотків населення, вони становлять менше ніж 25 відсотків обраних політиків.
Унікальне дослідження, проведене у 2016 році проводило тривале спостереження за близнюками, що мають різний колір шкіри, але володіють приблизно однаковими знаннями про шкільні предмети. В результаті було виявлено, що більш смаглявий близнюк більше стикався з упередженим ставленням до себе з боку вчителів, маючи гірші оцінки. Схоже дослідження 2015 року показало, що вчителі схильні давати світлішим учням хороші оцінки, а чорним дітям навпаки занижувати оцінки. Це призводить до того, що часто старанні чорношкірі учні отримують однакові оцінки, що і більш світлошкірі учні з гіршою успішністю.
Боротьба з колоризмом в сучасних латиноамериканських країнах значно ускладнюється тим, що в суспільстві ця тема, як і раніше табуйована. На думку Данії Сантани, правозахисниці й письменниці, в Південній Америці та раніше повсякденні розмови, що чорношкірі люди неповноцінні, дурні й агресивні, а такі думки виходять з вуст людей, у яких, самих частково чорне походження або вони навіть можуть мати чорних родичів. Колоризм на думку Данії настільки глибоко пронизаний в суспільстві, що зачіпає життя людини буквально у всьому. Данія вважає, що для боротьби з колоризмом треба перш за все починати з сімей мулатів, де дуже часто світліші діти з прямим волоссям зустрічають краще ставлення і захоплення у родичів, у світлих дітей це викликає відчуття переваги, а у темніших дітей — почуття неповноцінності або заздрість.

### Африка
Колоризм в Африці сформувався після колоніального періоду з ідеями про расову перевагу білих. Люди змішаного походження (що мають білого батька) отримували певні соціальні привілеї, яких були позбавлені негри. Це зміцнило в африканських країнах переконання того, що світліший відтінок шкіри пов'язаний з успіхом і красою. Наприклад в ПАР великою популярністю відбілювальні креми, які негритянки використовують для відбілювання обличчя, щоб стати «красивішими» і мати більший шанс на шлюб. Останнім часом відбілювальні креми стають популярними і серед чоловіків. У багатьох містах можна зустріти безліч жінок, чий відтінок обличчя різко відрізняється від кольору шкіри решти тіла. Оскільки населення не має доступу до якісних і дорогим кремам, вони купують їх на чорному ринку, що несе за собою ризики, тому що подібні креми містять токсичні речовини, які можуть спричиняти хімічні опіки шкіри. У Нігерії кількість людей, що використовують відбілювальні засоби досягає 77 %, в Того — це 59 % населення, в ПАР — 35 %, а Малі — 25 %. Усередині чорної спільноти більш смаглява шкіра асоціюється з бідністю і небезпекою.
Відбілювання шкіри підвищує соціальний статус жінки в очах громадськості, багато в чому на це впливає місцева реклама, яка використовує моделей з помітно освітленою шкірою, а також телебачення, де в місцевих програмах або фільмах беруть участь жінки з неприродно світлим кольором шкіри. Інша причина полягає в бажанні чоловіків зустрічатися або одружуватися з більш світлошкірою жінкою, в результаті занадто смаглявій дівчині складно знайти партнера і не можливо стати телеведучою/актрисою чи моделлю, вона може стати жертвою знущань, особливо в школі. Періодичне використання відбілювальних засобів несе за собою високі ризики. Часто дешеві креми з чорного ринку містять у собі свинець та інші отруйні речовини, які у кращому випадку стануть причиною зроговіння шкіри й темних плям, в гіршому випадку — викликають хімічні опіки на шкірі та потім шрами, або навіть рак шкіри. У Сенегалі, наприклад існують цілі галузі медицини, що займаються допомогою людям, які постраждали від опіків відбілювальних засобів.

## Колоризм і расизм
Расова дискримінація і колоризм нерозривно пов'язані між собою. Расизм — це більш масштабний системний соціальний процес. Колоризм є одним з його проявів.
Люди різних рас можуть мати однаковий відтінок шкіри, і, навпаки, люди однієї етнічної групи можуть мати різний колір шкіри. Расизм проявляється в упередженому ставленні до людини в залежності від його належності до тієї чи іншої етнічної групи. У разі колоризму ставлення до людини визначається тільки кольором його шкіри. Незалежно від зовнішності, кольору шкіри, афроамериканці піддаються певним видам дискримінації, приниження, оскільки вони афроамериканці. Однак світлошкірий американець мексиканського походження може, як і раніше піддаватися расизму (попри світлий відтінок шкіри), а темношкірий мексиканський американець може стати жертвою расизму і колоризму одночасно.

## Колоризм і медіа
Більшість людей навіть не усвідомлює свою перевагу до світліших відтінків шкіри: ця панівна естетика настільки глибоко вкоренилася в нашій культурі, ставши стандартом, ідеалом, який в тому числі пропагують засоби масової інформації. В інтернеті безліч статей з практичними порадами для відбілювання шкіри в домашніх умовах, темношкірі дівчата викладають відеоуроки на YouTube, де відбілюють ненависний їм тон шкіри.
Жінки зі світлою шкірою вважаються більш привабливими, відповідно, мають більше привілеїв. Ідея колоризму полягає в тому, що навіть якщо дівчина не біла, то її краса визначається виключно тим, наскільки вона близька до того, щоб бути білою. Темношкірі жінки асоціюються з чоловічими рисами, чимось відразливим, злочинним. Відомо, що безліч глянцевих журналів відбілюють тон шкіри моделей, вважаючи його занадто темним. У 2015 році журнал InStyle очистив [Архівовано 2 грудня 2020 у Wayback Machine.] шкіру актриси Керрі Вашингтон, що призвело до обурення читачів. Неоднозначну реакцію викликало зміна кольору шкіри Ліл Кім у квітні 2016 року. Після відбілювання шкіри та публікації знімків в соціальних мережах хіп-хоп виконавиця зізналася, що з темним кольором шкіри відчувала себе недостатньо красивою, у зв'язку з чим була звинувачена інтернет-користувачами в пропаганді колоризму.
Однак ситуація змінюється завдяки новим медіа: в соціальних мережах проводять безліч кампаній по боротьбі з колоризмом. Три студентки Техаського Університету — дві з Південної Азії та одна з Африки — створили фотопроєкт [Архівовано 13 липня 2020 у Wayback Machine.] «Unfair and lovely» з метою показати красу жінок з темним кольором шкіри. Їх кампанія була підтримана в Twitter і Instagram жінками та чоловіками з темним кольором шкіри, які ділилися своїми Селфі з хештегом #UnfairAndLovely.
The Colored Girl Project — проєкт [Архівовано 14 лютого 2018 у Wayback Machine.], метою якого було зруйнувати стереотип про те, що світла шкіра красивіше темної. Серія з 10 фотографій афроамериканських дівчат з різними відтінками темної шкіри доводить, що всі вони гарні по-своєму.

## Альтернативна точка зору
З іншого боку, багатьох світлошкірих (це стосується народів-меншин, які зазнали так чи інакше метизації з європейцями, наприклад афроамериканців, індіанців або маорі) вважають більш асимілюють і менш ідентифікованими зі своєю расою. Світліша шкіра ставить під сумнів їхню етнічну приналежність, ідентичність, що є для них образою, тієї ж дискримінацією. Вони повністю не об'єднані зі своєю етнічною групою. В цьому полягає парадокс колоризму. З одного боку, темна шкіра асоціюється з низьким соціальним статусом, відторгненням. З іншого, свідчить про чистокровності, етнічної «справжності».